# ヤリテンツキ
ヤリテンツキ Fimbristylis ovata (Brum.f.) Kern (1967) はカヤツリグサ科テンツキ属の植物の1つ。花茎の先端に小穂を単独でつけるもので、小穂が扁平な形をしている。なお、分類には議論がある。

## 特徴
多年生の草本。根茎は短くて茎や葉はやや束になって纏まって生じる。花茎の高さは15-40cm、細くて針金状をしている。断面はやや平らになっている。葉は細くて幅2/3～1mm、花茎より短い。葉の長さは7～20cm、上に向かって伸びている。先端はややざらつきがあり、基部の鞘は褐色。
花期は8～10月。小穂は花茎の先端にただ1個だけ着くのが普通だが、希に2個が着いている。小穂の基部には1~2個の苞があるが鱗片状である。苞の葉身はあっても短くて小穂よりも短い。小穂は長さ1～1.5cm、幅4～6mm、藁色でやや扁平になっている。また小穂やその鱗片には多少の光沢がある。小穂を構成する鱗片は灰色を帯びた藁色をしており、やや革質で平滑、長さは4～6mm、広卵形で中脈の先端は少しだけ鈍く突き出している。この鱗片は小穂の基部では2列に並んでいるが、先端側ではそれが乱れてやや螺旋形になっている。痩果は広倒卵形でその断面は3稜形、長さは2.5～3mmで、熟すると白っぽくなる。痩果の表面は滑らかか、あるいは小さな瘤状突起が並ぶ。花柱の基部はやや膨らんでおり、縁に刺毛があり、柱頭は3つに割れる。
和名は槍テンツキの意味で、花茎と先端の小穂の形を纏めて槍に見立てたものである。英名としては flatspike sedge （扁平な小穂のカヤツリグサ類）があり、またタイでは Ya-sae-ma と呼ばれる。

## 分布と生育環境
日本国内の分布はごく南部地域に限られ、本州では房総半島、三浦半島、紀伊半島のみに見られ、それから九州、南西諸島に渡って分布する。国外では新旧世界の熱帯域を中心に広く分布があり、具体的には朝鮮半島南部、台湾、中国南部、インドシナ、インド、マレーシア、オーストラリア、ミクロネシア、アフリカから知られる。タイプ標本はインドネシアのジャワである。ちなみに朝鮮半島での分布は南部と言っても半島本体ではなく、最南部の島嶼である済州島と馬羅島のみから知られている。
海岸沿いの日当たりのよい草地に見られる。もちろんこれは日本の場合であり、ネパールでは標高100mから1400mにまで渡って見られ、川沿いの岩盤上や開けた草原に見られるという。

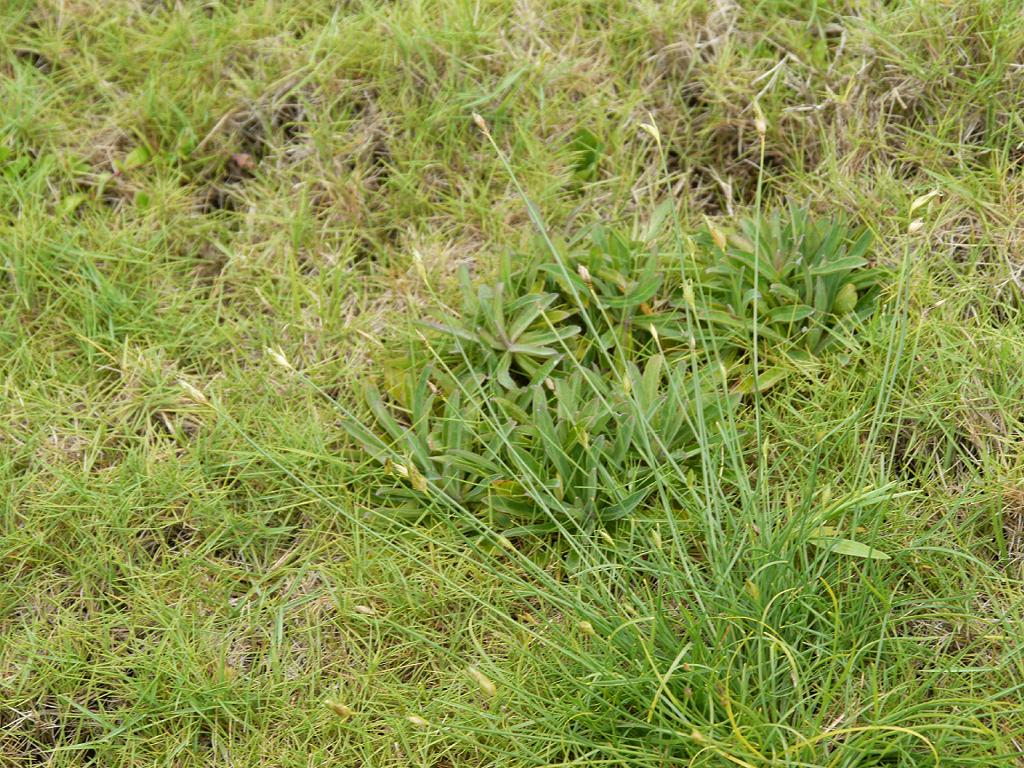
海岸近くのシバ草原に生えていた株(沖縄島)
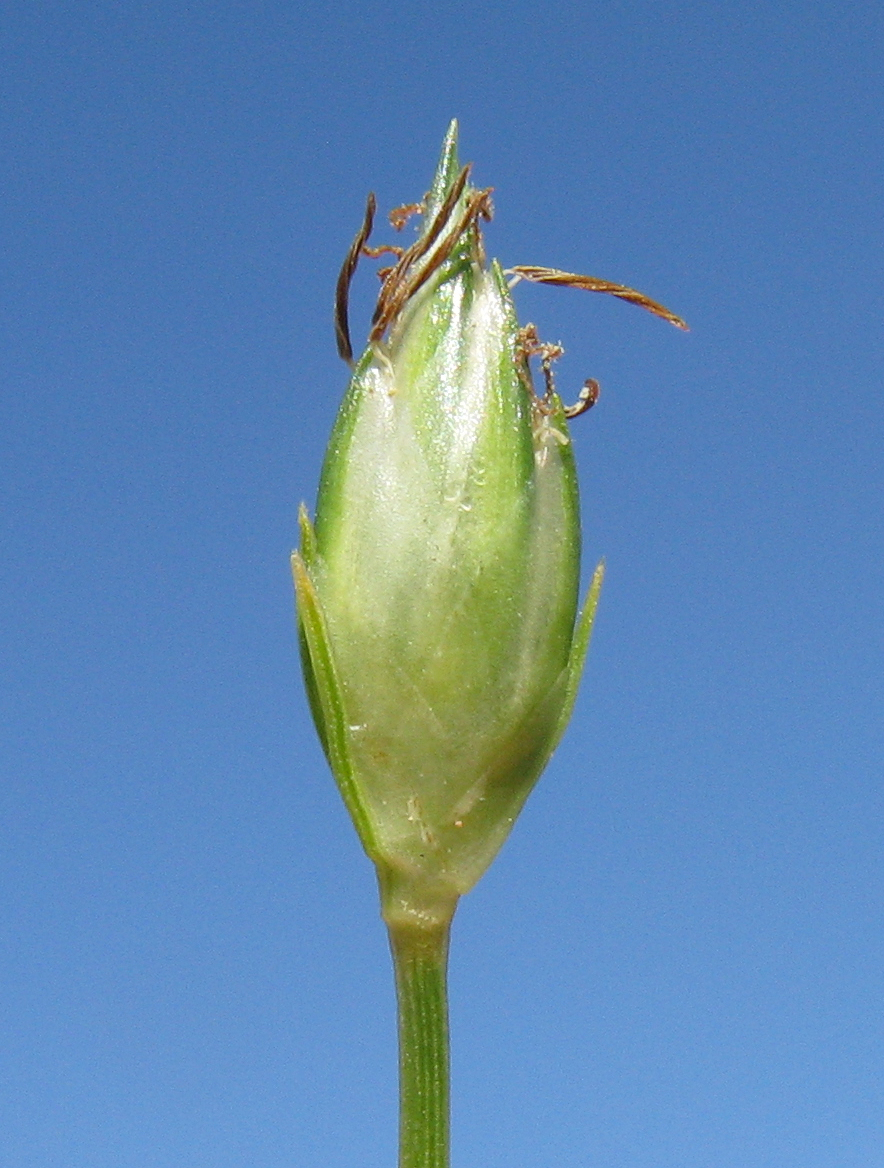
小穂の拡大像
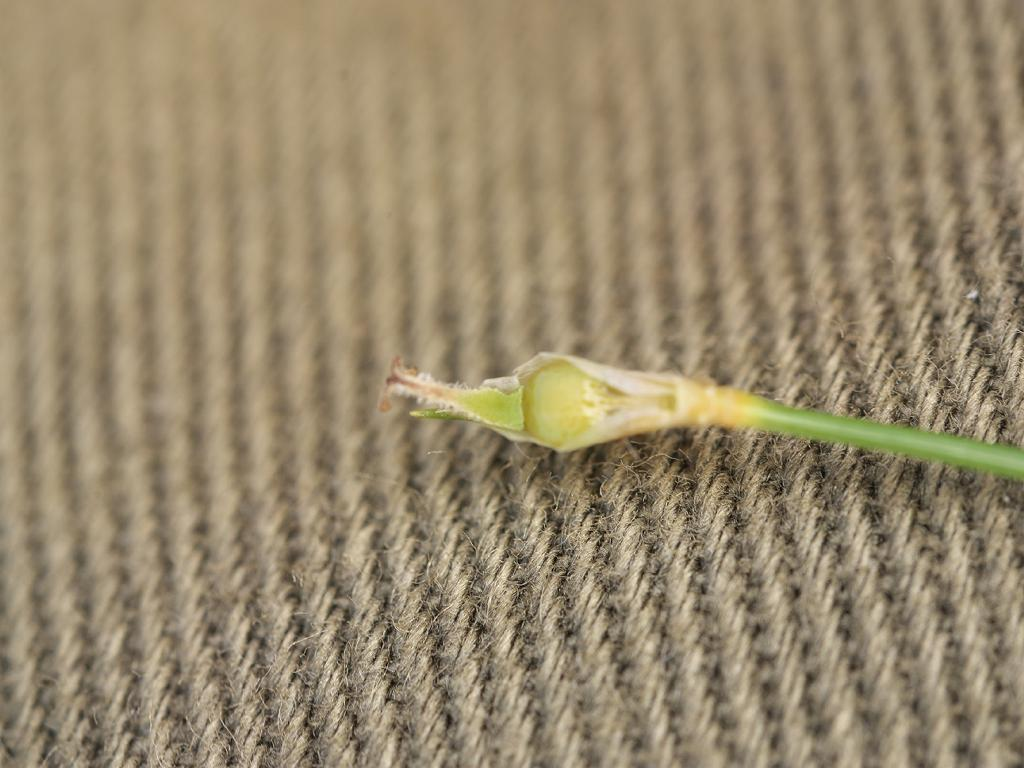
鱗片を剥がして痩果を示す

## 分類、類似種など
テンツキ属は世界に200種ほど、日本には26種が記録されている。その多くは1つの花茎当たりに多数の小穂をつけ、また小穂の鱗片は螺旋状に並ぶものであり、本種のように小穂が単一、鱗片が2列生という特徴を持つものは日本には本種の他にはない。本種のように小穂の鱗片が2列になり、小穂がやや扁平になる種にトモエテンツキ F. fimbristylodes とオノエテンツキ F. fusca があるが、どちらも小穂を複数付けるものである。また小穂を単独でつけるものとしてはもっとも普通なのがヤマイ F. subbidpicata で、本種によく似たものとして名が上がっている例もある。しかしこの種では小穂が褐色になることで比較的はっきり見分けられ、また鱗片が螺旋状に配列し、更には成熟するとその鱗片が基部の方から反り返って脱落してゆくことなどで遠目にも区別がつく。他に小穂が単独につくものにはイシガキイトテンツキ F. pauciflora があり、またごく少数の小穂をつけ、往々に単独に付ける種もあるが、小穂の形や鱗片の配列で判断は容易である。また花茎の先端に小穂を単独につけるものとしてはハリイ属 Eleocharis のものがあるが、何れも根出葉が発達せず、また小穂の鱗片も螺旋に配列するもので、本種との区別は容易である。

### 経緯を含んで
本種は元々はスゲ属の種 Carex ovata として1768年に記載されたもので、他方でカヤツリグサ属の種 Cyperus monostachya として1771年に記載され、後に纏められて現在の名になっている。その一方で、本種はカヤツリグサ属の種名の元、これをタイプ種として新属 Abildgaardia が立てられ、その属の元で Abildgaardia ovata とされていた。この Abildgaardia 属はハタガヤ属 Bulbostylis に特に繋がりが深いとされ、両者ともにテンツキ属に近縁なものとされていた。この属はテンツキ属に含まれる、との判断もあった。
しかしAbildgaardia 属は現代でも有効とされており、本種をこの属に含める扱いも行われている場合がある。この属は単一ないしごく少数の小穂をつけ、苞は目立たず、鱗片は2列生に配置するといった特徴で纏められている。日本では本種はテンツキ属とされ、異論は無いが、国外では必ずしもそうでなく、例えば英語版のWikipediaは本種をこの属のものとして扱っている。

## 保護の状況
環境省のレッドデータブックでは準絶滅危惧種に指定されており、県別では静岡県、三重県、和歌山県、山口県で絶滅危惧I類、長崎県で絶滅危惧II類、鹿児島県で準絶滅危惧種に指定され、また千葉県では絶滅したとされている。沖縄県では指定がなく、ごく普通に見られるが、それ以北の分布域全てで指定がある、という状況である。

## 利害
日本では特に利用もなく、また害もない。
しかし国外では地域によっては本種を薬用として利用する例があり、タイでは腺炎、腺病、梅毒、咳、気管支炎、ぜんそくの手当に用いられてきた。その有効成分の研究も行われている。